# Mecynopus semivitreus
Mecynopus semivitreus är en skalbaggsart som beskrevs av Francis Polkinghorne Pascoe 1859. Mecynopus semivitreus ingår i släktet Mecynopus och familjen långhorningar. Inga underarter finns listade i Catalogue of Life.